# Otis Clay
Otis Lee Clay (Waxhaw, 1942. február 11. – Chicago, 2016. január 8.) amerikai rhythm and blues-, soul-, gospel-énekes.

## Pályafutása
Énekesi pályájátOtis Clay gospelénekesként kezdte. Énekelt a helyi gospel-kórusban, a „The Voices of Hope”-ban Muncie-ban, majd a „The Christian Travelers”-ben Mississippiben. 1957-ben Chicago-ba ment, ahol több ottani gospel-kórussal is fel tudott lépni. Chicagóban találkozott Cash McCall-lal, akivel már R&B-t énekelt. 1965-ben megjelent első albuma „When You're In Love” címmel. Az „A Lasting Love” 1968-ban következett. Lemezkiadója, az Atlantic Records további albumokat adott aztán ki vele.
Otis Clay leghíresebb száma a soul-blues „Tryin' to Live my Life Without You című” dala volt, amely 1971-ből származik, amikor a Hi Records kiadónál dolgozott. 1980-ban újabb slágere volt a „The Only Way Is Up” című szám, amely 1988-ban a Egyesült Királyságban lett átütő siker. Clay ezután Japánban, Európában és az Egyesült Államokban is fellépett. Még három élő albuma jelent meg: „Soul Man: Live in Japan”, „Otis Clay Live” (szintén Japánban) és a „Respect Yourself” a Luzerni Luzerni Blues Fesztiválon.

## Albumok
- Trying to Live My Life Without You (1972)
- I Can't Take It (1977)
- Live! (1978)
- The Only Way Is Up (1982)
- Live Again! (1984)
- Soul Man − Live in Japan (1985)
- Watch Me Now (1989)
- I'll Treat You Right (1992)
- On My Way Home (1993)
- The Gospel Truth (1993)
- You Are My Life (1995)
- This Time Around (1998)
- Testify! (2003)
- In The House (2005)
- Walk a Mile in My Shoes (2007)
- Truth Is (2013)
- Soul Brothers − Otis Clay & Johnny Rawls (2014)
- This Time for Real − Billy Price & Otis Clay (2015)

## Díjak
- 2013: Blues Hall of Fame
- 2015: Otis Clay és Johnny Rawls elnyerte az Év Soul albumának járó Blues Blast-díjat (Soul Brothers album). A Soul Brothers-t jelölték a Blues Music Award Az év Soul albuma és az Év Living Blues Blues albuma kategóriában is.
- A Down Beat kritikusai szavazásán a 6. számú blues-albumnak választották (az egyetlen soul-album volt a top 20 album a listán).